# Selenocosmia arndsti
Selenocosmia arndsti är en spindelart som först beskrevs av Schmidt och von Wirth 1991.  Selenocosmia arndsti ingår i släktet Selenocosmia och familjen fågelspindlar. Inga underarter finns listade i Catalogue of Life.